# Сацума-аґе
Сацума-аґе (яп. 薩摩揚げ) — смажений рибний пиріг, що походить з Каґосіми, Японія. Для його приготування змішують сурімі і борошно, отримана компактна паста смажиться. Це кулінарна спеціальність провінції Сацума. Сацума-аґе відомий під різними регіональними назвами по всій Японії.

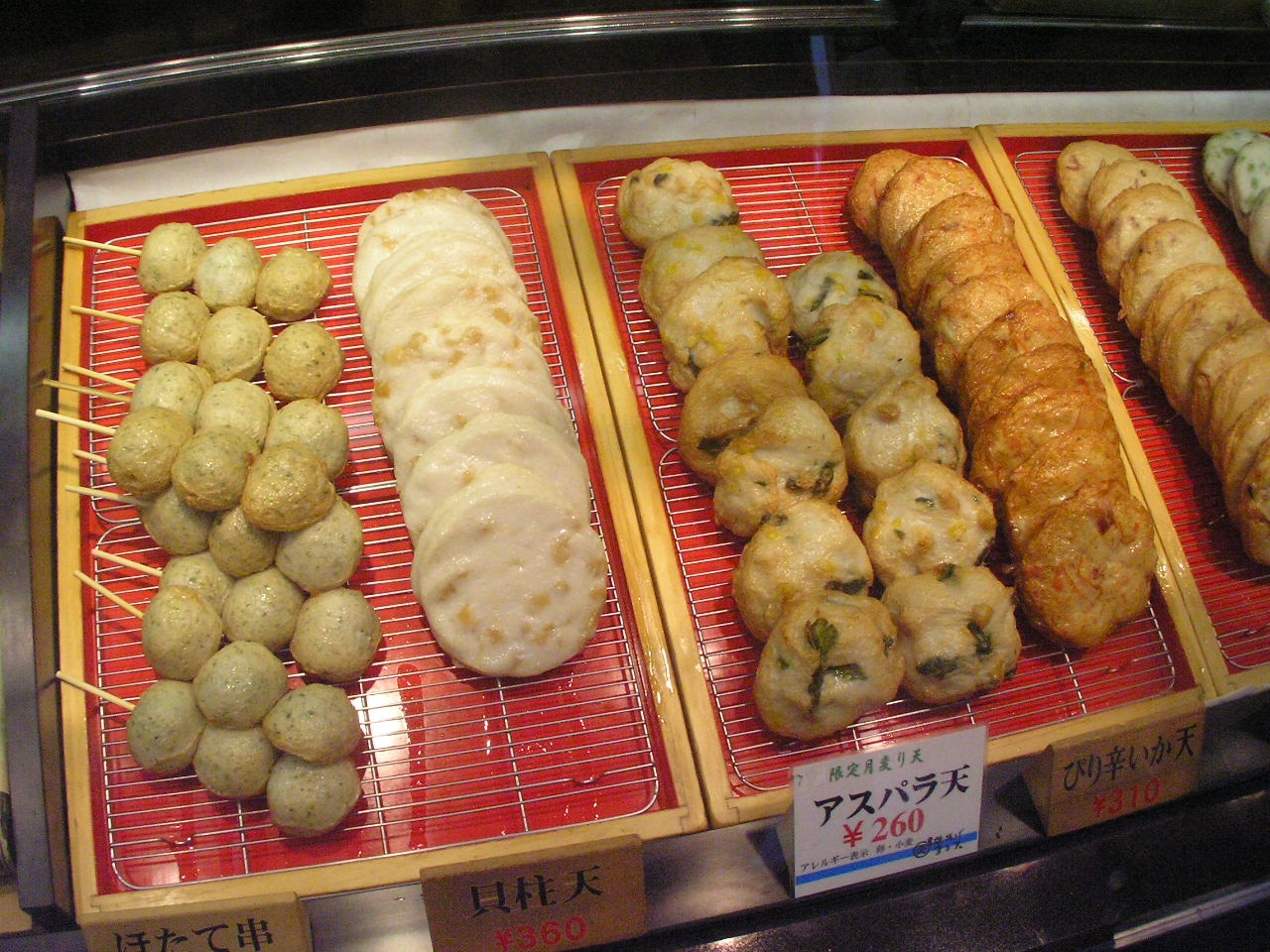
Продаж сацума-аґе

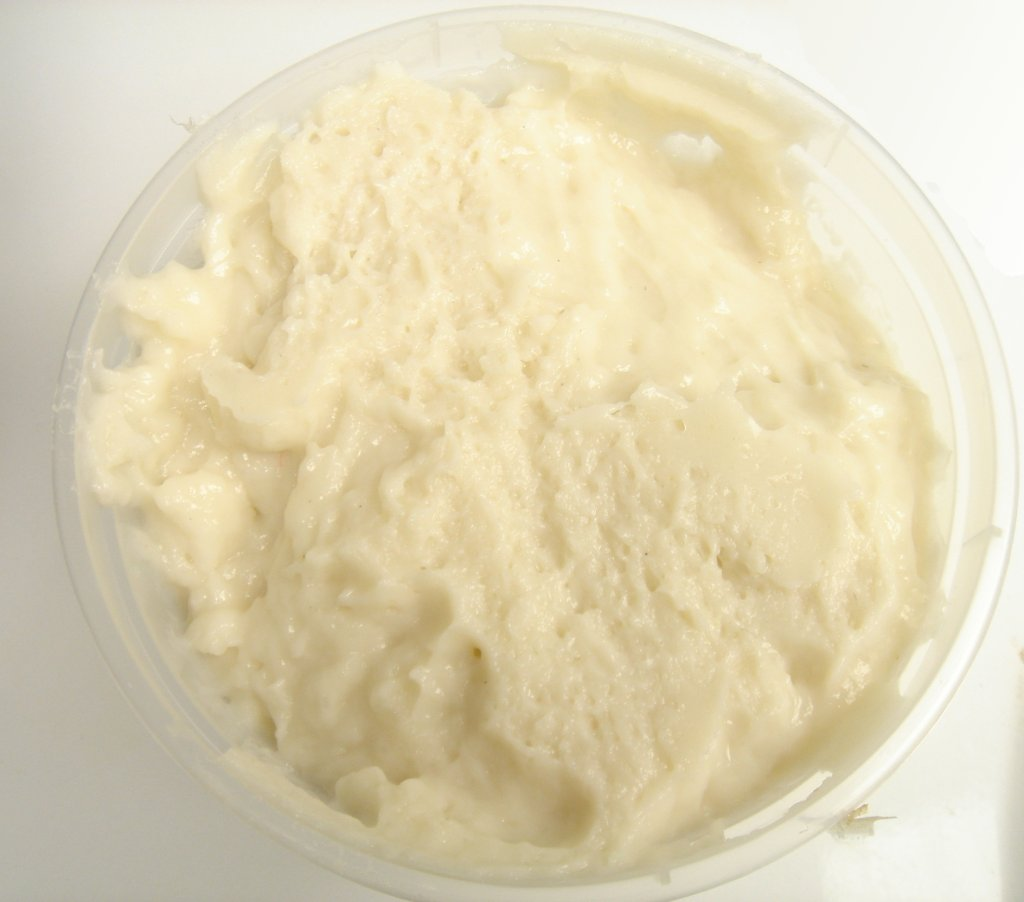
Свіжоприготоване сурімі

Паста виготовляється з риби, заправляється сіллю, цукром та іншими спеціями та формується у одну з декількох поширених форм (круглу, овальну чи більш квадратну). Може готуватися не лише з меленої риби, але й включати гриби (аурикулярія вухоподібна), овочі (бені шоґа, цибулю, батун тощо), морепродукти (кальмари, восьминоги, креветки тощо), а також деякі спеції. У рибальських селах його роблять з місцевих риб, наприклад сардин, акул, скумбрії тощо. У більшості випадків використовується два або більше видів риби.
Сацума-аґе зазвичай злегка підсмажується і занурюється в імбирно-соєвий соус або гірчицю та соєвий соус. Додається до одену, удону, сара удону або німоно (тушковані страви).

## Склад
Зазвичай для приготування сацума-аґе використовували тріску; однак, оскільки запаси тріски вичерпуються, зараз використовують інші сорти білої риби (наприклад, пікша). Для сацума-аґе можна використовувати і жирну рибу, таку як лосось, однак страва матиме помітно інший смак.
Риба, що використовується для приготування сурімі включає:
- Theragra chalcogramma, минтай далекосхідний
- Synodontidae, ящероголові
- Pennahia argentata
- Muraenesox cinereus[en]
- Scomberomorus niphonius[en]
- Exocoetidae, летючі риби
- Sardine, різні види
- Selachimorpha, різні види акул
- Katsuwonus pelamis, тунець смугастий
- Скумбрія, різні види, зокрема Pleurogrammus azonus[en]
- Тилапія
  - Oreochromis mossambicus
  - Oreochromis niloticus niloticus
- Чорний окунь
  - Micropterus dolomieu, окунь малоротий
  - Micropterus salmoides, окунь великоротий
  - Micropterus floridanus[en]

## Історія
Існують різноманітні історії походження сацума-аґе, але найвідоміша стверджує, що страва походить з Сацуми, Каґосіма. Приблизно в 1864 році рід Сімадзу привіз туди цю страву з Окінави, де смажену рибну пасту називали «чіґіаґе». Після того, як її привезли до Каґосіми, назва трансформувалася у «цука-аґе».

## Регіональні назви
Залежно від регіону, страва відома під різними назвами. У Каґосімі страва називається — «цука-аґе», у Токіо — власне «сацума-аґе», в Осаці — «темпура» (що не є те ж, що власне темпура).

## Різновиди

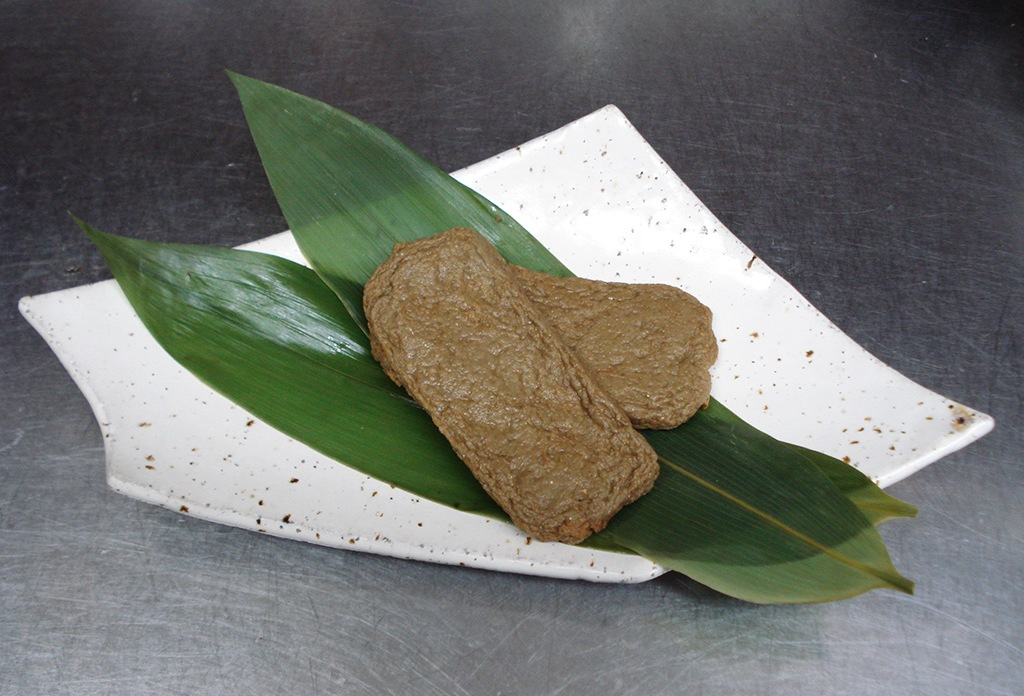
Якотен

- Хіратен (ひ ら 天): плоский сацума-аґе.
- Марутен (丸 天): сацума-аґе у формі тонкого диску. У Кюсю, переважно у Фукуоці, його їдять з удоном.
- Ґобоутен (ごぼう天, ごぼう巻き): сацума-аґе обгорнутий навколо кореню лопуха.
- Ікатен (い か 天): сацума-аґе обгорнутий навколо щупальця кальмара.
- Такатен (た こ 天): сацума-аґе обгорнутий навколо порізаного восьминога . Існує вид такатену у формі кулі, що нагадує такоякі.
- Таманеґітен (タ マ ネ ギ 天): сацума-аґе з цибулею[7].
- Бакудан (爆 弾, «бомба»): сацума-аґе обгорнутий навколо вареного яйця.
- Хонеку (ほ ね く), хонетен: скорочення від «хонекурі-темпура», місцева страва на півночі Вакаями[8].
- Джакотен (じ ゃ こ 天): особливий продукт з Уваджіми, префектура Ехіме. Якотен має давню історію, ще з періоду Едо. Він виготовляється з дрібної риби, виловленої неподалік.
- Ґаньсу (が ん す): місцева страва з Хіросіми, подібна до котлети.

## За межами Японії
- У Кореї сацума-аґе називається «еомук» (кор. 어묵) або «оденґ». Великі міста, такі як Пусан і Сеул, продають цю страву як вуличну їжу в зимовий та осінній сезони.
- У Тайвані сацума-аґе продається як «тіанбула» (甜不辣, букв. «солодкий, не гострий»). Він був завезений до Тайваню під владою Японії людьми з Кюсю[9]. Його часто використовують як інгредієнт для одена чи лу вей.
- Подібні страви існують і у В'єтнамі.